# Podillja (Tschortkiw)
Podillja (ukrainisch Поділля; russisch Подолье Podolje, polnisch Capowce) ist ein Dorf in der ukrainischen Oblast Ternopil mit etwa 1348 Einwohnern (2025).

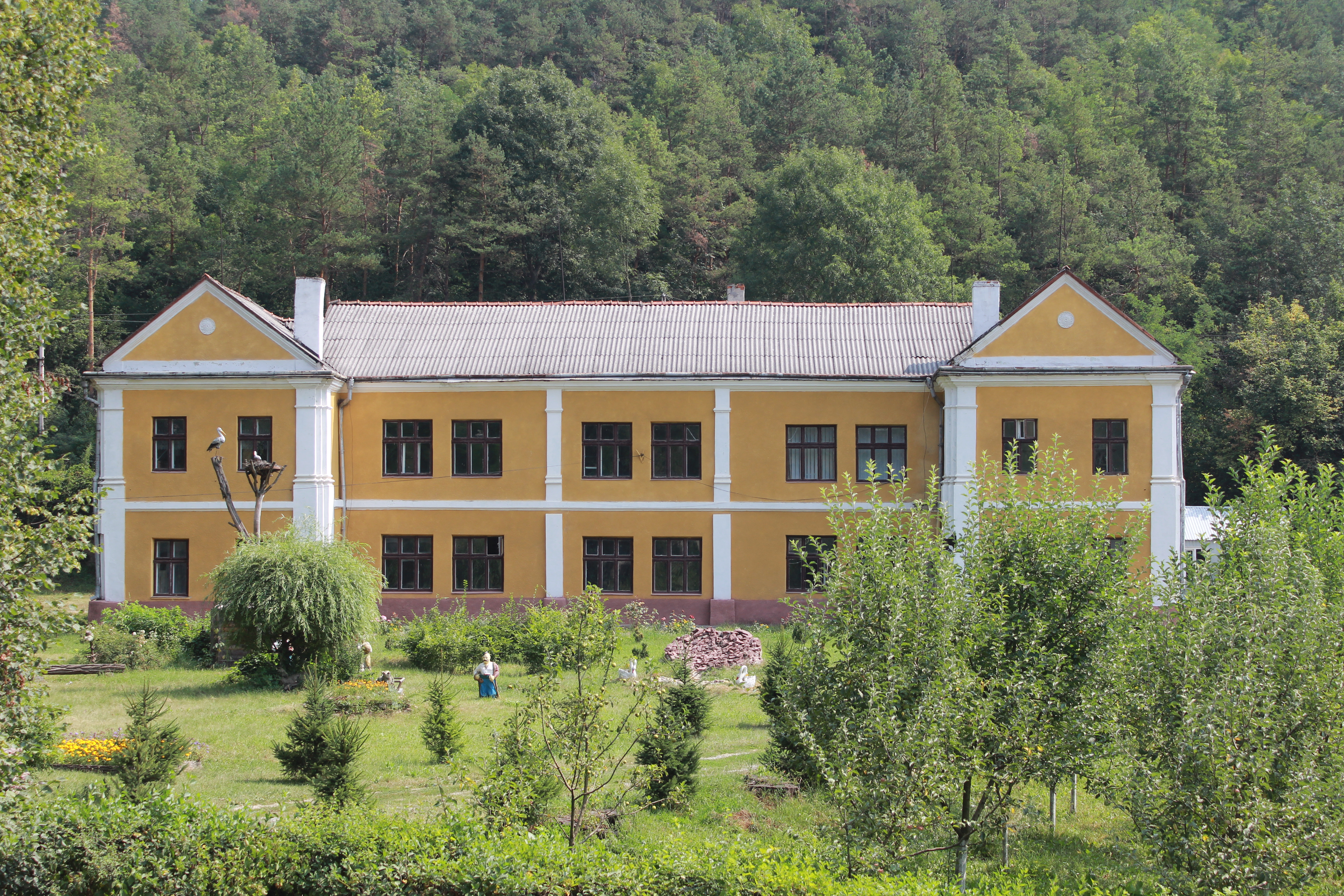
Gutshof im Dorf

Das 1715 unter dem Namen Zapiwzi (Цапівці) gegründete Dorf erhielt 1965 seinen heutigen Namen.
Die Ortschaft liegt am linken Ufer des Dschuryn (Джурин), einem 51 km langen, linken Nebenfluss des Dnister, 33 km nördlich vom ehemaligen Rajonzentrum Salischtschyky und etwa 100 km südlich vom Oblastzentrum Ternopil. Durch das Dorf verläuft die Territorialstraße T–20–16.
Am 12. Juni 2020 wurde das Dorf ein Teil der Siedlungsgemeinde Towste, bis dahin bildete es zusammen mit dem Dorf Anheliwka (Ангелівка) die Landratsgemeinde Podillja (Подільська сільська рада/Podilska silska rada) im Norden des Rajons Salischtschyky.
Am 17. Juli 2020 wurde der Ort Teil des Rajons Tschortkiw.